# Бобровський Павло Павлович
Бобро́вський Павло́ Па́влович (*28 грудня 1860 (8 січня 1861) Полтава, Полтавська губернія, Російська імперія — † після 1944 — військовик, контррозвідник, мандрівник, благодійник, засновник міжнародного народознавчого відділу (1912)  Природничо-історичного музею Полтавського губернського земства.

## Життєпис
Народився у сім'ї дійсного статського радника старшого лікаря Петровського Полтавського кадетського корпусу Бобровського Павла Григоровича, затвердженого у дворянстві Указом Герольдії від 22 травня 1867 року. Мати — Любов Яківна. Брати — Володимир, Борис, Сергій; сестри — Олександра і Людмила .
Навчався у Петровській Полтавській воєнній гімназії, котру закінчив 1877 року. 1879 року закінчив Павловське піхотне військове училище (Санкт-Петербург). Після випуску призначений до 9-ї артилерійської бригади. На 1890 рік у званні штабс-капитана 9-ї артилерійської бригади.
Затим закінчив Миколаївську військову Академію Генерального штабу (1894). 1902 року закінчив офіцерську артилерійську школу. Підполковник 34-ї артилерійської бригади. Полковник (по відставці 1907).
Майже 30 років присвятив військовій службі. Мав численні нагороди та відзнаки (ордени Св. Станіслава 2, 3 ст., Св. Анни 3 ст.)Багато подорожував за кордоном. Подорожі, пов'язані зі службою, надали пожливість відвідати чимало країн, звідки П. Бобровський привіз значну кількість цінних експонатів: із Єгипту — 244 од., з Китаю — 513 од., з Японії — 220 од., із Судану та Нубії — 152 од., з Індії — 151 од., із Середньої Азії — 151 од., із Туреччини — 284 од., із Персії — 231 од. Деякі країни він відвідував неодноразово.
Від початку військової кар’єри захопився колекціонуванням, перейнявся ідеєю фундатора Природничо-історичного музею Полтавського губернського земства Михайла Олеховського про створення у Полтаві «зібрання класичних старожитностей». Експонати до музею надходили більше 20 років (1894–1917). За цей час Павло Бобровський подарував понад 4,5 тис. предметів, близько третини з яких належали до художніх виробів релігійного призначення класичних стародавніх цивілізацій, а також мусульман, буддистів, християн-коптів, юдеїв, арабів, персів, ряду народів Кавказу та ін.
Воював у частинах Збройних сил Півдня Росії та Російській армії до евакуації Криму. Евакуювався із Севастополя на кораблі «Інкерман». У еміграції в Сирії, член Товариства офіцерів-артилеристів.